# Гильерме Биро (футболист, 2004)
Гильерме Сусиган Мафра Кунья (порт.-браз. Guilherme Sucigan Mafra Cunha; родился 20 апреля 2004, Кампинас), более известный как Гильерме Биро (порт.-браз. Guilherme Biro) или просто Биро (порт.-браз. Biro) — бразильский футболист, выступающий на позициях полузащитника или защитника за клуб «Коринтианс». На правах аренды играет за клуб «Шарджа».

## Клубная карьера
Воспитанник футбольной академии клуба «Коринтианс». В декабре 2020 года подписал свой первый профессиональный контракт до 2023 года с опцией выкупа в размере 188,5 млн реалов для зарубежных клубов и 24 млн реалов для команд из Бразилии. 2 июля 2022 года дебютировал в бразильской Серии A, выйдя в стартовом составе в матче против «Флуминенсе».

## Карьера в сборной
В 2019 году в составе сборной Бразилии до 15 лет сыграл на чемпионате Южной Америки (до 15 лет), в котором бразильцы одержали победу.

## Достижения
Сборная Бразилии (до 15 лет)
- Победитель чемпионата Южной Америки для игроков до 15 лет: 2019

Сборная Бразилии (до 20 лет)
- Победитель чемпионата Южной Америки для игроков до 20 лет: 2023